# Phyllanthus pavonianus
Phyllanthus pavonianus là một loài thực vật có hoa trong họ Diệp hạ châu. Loài này được Baill. miêu tả khoa học đầu tiên năm 1860.